# Puerto de la Cruz
Puerto de la Cruz – gmina i miasto w Hiszpanii, we wspólnocie autonomicznej Wysp Kanaryjskich, w prowincji Santa Cruz de Tenerife, zlokalizowane w północnej części Teneryfy, nad Oceanem Atlantyckim, w dolinie Orotava. Zajmuje obszar 8,73 km² (co czyni ją najmniejszą powierzchniowo gminą na całych Wyspach Kanaryjskich), a w 2023 r. była zamieszkiwana przez 30 849 osób. Wraz z sąsiadującymi gminami Los Realejos i La Orotava tworzy obszar metropolitalny Doliny La Orotava liczący 108 721 mieszkańców (w 2019 r.).

## Nazwa
Pierwotnie osadę portową nazwano Puerto de la Orotava (od doliny, w której była usytuowana), jednak pod koniec XVI w. na jednym ze wzgórz nowi osadnicy postawili krzyż, a w 1808 r. miejscowość przemianowano na Puerto de la Cruz.

## Turystyka
Puerto de la Cruz było miejscem, w którym rozpoczęła się turystyka na Wyspach Kanaryjskich, a także pierwszym hiszpańskim centrum turystycznym. W 1886 r. utworzono bowiem tutaj pierwsze na archipelagu sanatorium przyjmujące kuracjuszy, zaś od końca XIX w. turystyka zaczęła odgrywać ważną rolę w lokalnej gospodarce. Sprzyjały temu: dobre warunki klimatyczne przez cały rok, piękne plaże wulkanicznego wybrzeża (Playa Jardín, Playa Martiánez) oraz wyjątkowe krajobrazy doliny Orotava. 22 grudnia 1890 otwarto pierwszy hotel (Gran Hotel Taoro). W tym czasie zaczęto również przebudowywać stare domy, przekształcając je w obiekty udostępniane przyjezdnym. Masowa turystyka rozpoczęła się w latach 50. XX w. Obecnie do największych atrakcji turystycznych należą: kompleks basenów Lago Martiánez (otwarty 30 kwietnia 1977), promenada nadmorska, stare molo, Loro Park i ogród botaniczny Jardín de Aclimatación de La Orotava (otwarty w 1792 r.).

### Atrakcje[2]
- bulwar Paseo de San Telmo
- kompleks rekreacyjno-wypoczynkowy Lago Martiánez
- plaże Castello i plaża Jardin
- dawne osiedle rybackie La Ranilla z uliczkami Calle Mequinez, Calle Carrillo, Calle Del Lomo, Calle De Cruz Verde i Calle La Peñita oraz placem Benito Pérez Galdós
- kościół Nuestra Señora de la Peña de Francia z 1697 r.
- plac del Charco de los Camarones
- punkt widokowy Mirador de la Paz
- park Taoro i park de la Sortija
- ogród botaniczny Jardín de Aclimatación de la Orotava z 1792 r.
- Loro Park
- kolorowe domy na osiedlu Punta Brava

## Komunikacja
Dojazd do Puerto de la Cruz odbywa się przede wszystkim autostradą TF-5 (Autopista del Norte) oraz drogami TF-31, TF-312, TF-320 i TF-315. Z uwagi na fakt, że na Teneryfie nie ma linii kolejowych cały transport publiczny międzymiastowy odbywa się poprzez połączenia autobusowe (autobusy oficjalnie nazywane są tutaj „guaguas”). W 2019 r. w centrum miasta wybudowano jeden z największych na wyspie dworców dla tego typu pojazdów oraz taksówek (Estación del Puerto de la Cruz). Ponadto na całym obszarze gminy funkcjonuje kilkanaście przystanków. Z pozostałymi miejscowościami Teneryfy, Puerto de la Cruz skomunikowane jest kilkunastoma regularnymi liniami autobusowymi, obsługiwanymi przez spółkę Transportes Interurbanos de Tenerife (TITSA).

## Miasta partnerskie
- Almuñécar
- Breña Alta
- Düsseldorf (od 2003 r.)
- Martinsicuro (od 2000 r.)
- Puerto la Cruz
- Torquay